# Łańcuch Małofatrzański
Łańcuch Małofatrzański (514.4) – makroregion geograficzny na Słowacji, w Centralnych Karpatach Zachodnich. Zaliczają się do niego:
- Góry Inowieckie
- Góry Strażowskie
- Mała Fatra.